# ژان فرانسوا بلترامینی
ژان فرانسوا بلترامینی (انگلیسی: Jean-François Beltramini; ۵ فوریهٔ ۱۹۴۸ – ۲۷ اوت ۲۰۱۴) بازیکن فوتبال اهل فرانسه بود.
از باشگاه‌هایی که در آن بازی کرده‌است می‌توان به باشگاه فوتبال پاری سن ژرمن، باشگاه فوتبال پاریس، و باشگاه فوتبال استاد رنس اشاره کرد.